# Google Dokumentumok
A Google Dokumentumok (korábban Google Dokumentumok és Táblázatok), angol nevén Google Docs (korábban Google Docs & Spreadsheets) egy webalapú irodai alkalmazáscsomag a Google-től, mely táblázatkezelőt, szövegszerkesztőt és prezentációkészítőt tartalmaz. Ajax és XML használatán alapul, a Web 2.0 típuspéldájaként. A Google Dokumentumokat a Google alkalmazáscsomagjába is integrálták.
Táblázatokat, dokumentumokat és bemutatókat lehet vele létrehozni és szerkeszteni online, egyszerre akár többen is, valós időben. A Docs & Spreadsheet két szolgáltatás, a Spreadsheets és a Writely 2006. október 10-ei fúziójából született, majd a „Presently” kódnevű bemutatókészítő 2007. szeptemberi integrálásával kapta a „Google Docs” nevet.

## Dokumentumszerkesztő
A Writely egy Gmail postafiókkal elérhető webes dokumentumszerkesztő volt, amit integráltak a Google Dokumentumokba.
Alkalmas csoportmunkában történő szövegszerkesztésre, és az egyes dokumentumokhoz felhasználónkénti jogosultságokat lehet beállítani. Felhasználói felülete egy webböngészőben megjelenő WYSIWYG szövegszerkesztőé: a menük, gyorsbillentyűk, párbeszédablakok emlékeztetnek más grafikus szövegszerkesztőkére, mint a Microsoft Word vagy az OpenOffice.

### Jellemzők
A fájlok tárolására nem szabtak meg felső korlátot, de az egyes szöveges állományok nem haladhatják meg az 500 kilobájtot, a képek pedig a 2 megabájtot.
A Google Docs szövegszerkesztőjének fontos képessége, hogy a benne készített fájlokat el lehet menteni a Microsoft Word-féle .doc formátumban, Postscript állományként, RTF-ként és ODF fájlokként, amiket aztán meg lehet nyitni, szerkeszteni vagy ki lehet nyomtatni számos irodai alkalmazáscsomaggal. A mentés lehetséges HTML és PDF formátumban is.
A Google Docsot integrálták blogszerverekkel, a Google saját Blogger szolgáltatásán kívül is. Egyszeri konfigurálás után a felhasználó gombnyomásra fel tudja küldeni az új posztot a blogjára.

### Történet
Technikailag Writely volt a termék neve, és Upstartle a cég neve, amely kifejlesztette azt. Azonban gyakran Writely néven emlegették a fejlesztőcéget, ezért ez de facto a cég neve lett. 2006. március 9-én a Writelyt felvásárolta a Google Inc. Felvásárlásának időpontjában az Upstartle-nek négy alkalmazottja volt.
A Google-lel való integráció ideje alatt a Writely oldalán nem regisztrálhatott bárki az ingyenes szolgáltatásba; a már meglévő felhasználók viszont ötven meghívót kaptak, amit úgy használhattak, hogy megkértek valakit egy dokumentum csoportmunkás szerkesztésére, amivel az új felhasználó is teljes értékű hozzáférést kapott. 2006. augusztus 16-ától a Writely bárki számára hozzáférhető.
A Writely szerveroldali része a Microsoft ASP.NET technológiájára épült, ami vélhetőleg nem kompatibilis azzal, hogy a Google-nél általában Linux-alapú technológiákat használnak.
A Writely által elmentett PDF fájlok „PDF Producer” mezőjében „OpenOffice.org 2.0” olvasható, amiből látszik, hogy az OpenOffice motorját használja a Word, OpenDocument és PDF fájlok írásakor.

## Táblázatkezelő
A Google 2006. június 6-án jelentette be az akkor még önálló Google Spreadsheets program tesztverzióját, a teszteléshez fel kellett iratkozni egy webcímen, majd a lehetőségek szerint a Google a jelentkezések sorrendjében e-mailben engedélyezte a hozzáférést. A Writely programjával való összevonás idején már Gmail postafiókkal is elérhető volt, később mindkettőt integrálták a Google Dokumentumokba.

### Jellemzők
- Automatikus mentés
- Képes az Excel (XLS) fájlok és CSV fájlok importálására
- Képes exportálni Excel (XLS), CSV és HTML formátumokba
- A táblázat e-mail üzenetben megosztható másokkal
- Valós idejű csoportmunka szerkesztés közbeni chattel kiegészítve
- Rendezés, formázás, matematikai függvények használata
- A dokumentumok mappákba rendezhetők, köztük „vidd és dobd” használatával lehet mozogni
- Magyar nyelvű kezelőfelület

### Használat
A Google Docs az asztali táblázatkezelők legtöbb alapfunkcióját tartalmazza, köztük a formázást, képleteket, rendezést.
Eleinte számos nehézség akadályozta, hogy a Google táblázatkezelőjét komolyan vehető alternatívaként lehessen kezelni. A nyomtatási funkció használhatatlan volt, az importálás során elrontotta az ékezeteket, és nem tudott mit kezdeni azzal, hogy az Excel-féle CSV-ben a nyelvi beállításoktól függően nem csak vessző lehet (a magyarban például pontosvessző) az elválasztó karakter. A Google Spreadsheets nem volt elérhető minden böngészővel, például az Operával sem. A szoftver 2007. június 27-től számos nyelven, köztük magyarul is hozzáférhető.

## Presently
2007. szeptember 18-án a Google bejelentette, hogy elkészült a „Presently” kódnevű bemutatókészítő alkalmazásuk is a Google Docs alkalmazáscsomaghoz. Lehetőség volt PowerPoint-formátumú (.ppt vagy .pps) bemutatók feltöltésére, maximum 10 MB méretig.

## Google Dokumentumok használhatósága az oktatásban
A Google Dokumentumok csomagot többféleképpen lehet használni az oktatásban. Kihasználva a legnagyobb előnyét, azt, hogy valós időben online szerkeszthető, alkalmas órai vázlatok közös megírására vagy különböző feladatok, projektek szervezésére, tervezésére, közös megoldására. 
Több szempontból is hasznos az alkalmazása, hiszen nem csak a digitális szövegolvasási, szerkesztési, létrehozási kompetenciákat, hanem egyéb kompetenciákat is fejleszt, mint például a kooperáció, hiszen egy dokumentum közös létrehozása és szerkesztése magas fokú együttműködési képességet igényel.